# Battaglia di Lowestoft
La battaglia di Lowestoft ebbe luogo il 13 giugno 1665 durante la seconda guerra anglo-olandese. Fu combattuta dalla flotta inglese e quella olandese. La battaglia fu il più grande disastro navale della storia dei Paesi Bassi.

## La battaglia
Una flotta formata da più di cento navi delle Province Unite e comandata dal tenente-ammiraglio Jacob van Wassenaer Obdam, attaccò la flotta inglese di pressoché uguale consistenza, comandata da Giacomo Stuart, duca di York, e dall' ammiraglio William Penn quaranta miglia ad est del porto di Lowestoft, facente parte della contea di Suffolk, nella costa sud-orientale inglese.
Gli olandesi erano desiderosi di fermare la flotta inglese, che aveva loro inferto profonde perdite negli scontri precedenti. Il principale uomo politico olandese dell'epoca, il Gran pensionario Johan de Witt, ordinò all'ammiraglio di attaccare gli inglesi con forza mentre il vento soffiava da est; ma van Wassenaer Obdam, non ritenendo i suoi uomini abbastanza preparati per affrontare la flotta inglese apertamente, decise di attendere un momento migliore, quando i venti fossero stati favorevoli alla flotta olandese, in cui avrebbe potuto cannoneggiare gli inglesi senza pericoli ed avrebbe avuto la possibilità di eseguire una ordinata ritirata in caso di necessità.
Questo comportamento portò alla perdita di un gran numero di navi olandesi ed alla morte dello stesso ammiraglio van Wassenaer Obdam.